# Neuguinea-Todesotter
Die Neuguinea-Todesotter (Acanthophis laevis) ist eine Schlangenart aus der Familie der Giftnattern (Elapidae).

## Taxonomie
Die wissenschaftliche Erstbeschreibung der Art erfolgte im Jahr 1878 durch den australischen Zoologen William John Macleay. Zeitweise wurde die Neuguinea-Todesotter als Unterart der Gewöhnlichen Todesotter (Acanthophis antarcticus) unter der Bezeichnung Acanthophis antarcticus laevis geführt. Es sind keine Unterarten von Acanthophis laevis bekannt.

## Merkmale
Die Gesamtlänge beträgt bis zu 70 cm. Der Kopf ist flach, kurz, breit und setzt sich deutlich vom Hals ab. Die Pupille des Auges ist bei Lichteinfall senkrecht geschlitzt. Die Neuguinea-Todesotter besitzt 7 Oberlippenschilder (Scutum supralabiale), 21 bis 23 Reihen glatter Rückenschuppen um die Körpermitte, 113 bis 136 Bauchschilder (Scutum ventrale) sowie einen ungeteilten Analschild (Scutum anale). Gegenüber Acanthophis antarctica zeichnet sich Acanthophis laevi durch einen stärker hervortretenden Supraocularschild (Überaugenschild) und weißliche bis cremefarbene Ober- und Unterlippenschilde mit je einem markanten, meist länglichen, blauschwarzen Fleck aus. Die Bauchseite ist weiß und zum Rand hin zunehmend schwarz fleckig.

## Lebensweise
Die Neuguinea-Todesotter pflanzt sich durch Ovoviviparie fort, die Weibchen bringen lebende Jungschlangen zur Welt. Der Umfang des Wurfes ist unbekannt. Die bevorzugte Beute sind Froschlurche und Echsen. In den natürlichen Habitaten im Regenwald erreicht die Aktivität der Schlange gegen Ende der Regenzeit ihren Höhepunkt.

## Toxikologie
Acanthophis laevis besitzt als Giftnatter gefurchte, feststehende Giftzähne im vorderen Oberkiefer (proteroglyphe Zahnstellung), mit deren Hilfe ein in Giftdrüsen produziertes Schlangengift (Ophiotoxin) in die Bisswunde abgesondert wird. Die Neuguinea-Todesotter stellt auf Neuguinea eine der gefährlichsten Giftschlangen dar, die regelmäßig schwer verlaufende Bissunfälle verursacht. Todesfälle sind jedoch selten. Das Gift besitzt postsynaptisch wirksame Neurotoxine. Zur Therapie des Giftbisses steht das polyvalente Antivenin „Death adder Antivenom“, produziert von CSL Limited, zur Verfügung.

## Vorkommen
Das Verbreitungsgebiet erstreckt sich in Südostasien über Papua-Neuguinea, Westneuguinea, die Insel Seram sowie die Tanimbarinseln. Die besiedelten Lebensräume sind Regenwälder mit ausgeprägtem Unterholz. Die durchschnittlichen Temperaturen liegen zwischen 24 und 26 °C. Neben den natürlichen Habitaten werden auch Gärten, bewirtschaftetes Baumland und Plantagen bewohnt.